# ایتاتی (برزیل)
ایتاتی (به پرتغالی: Itaetê) یک منطقهٔ مسکونی در برزیل است که در باهیا واقع شده‌است. ایتاتی ۱۶٬۱۱۰ نفر جمعیت دارد.